# Pedro Pelágio
Pedro Pelágio né le 21 avril 2000 à Funchal au Portugal, est un footballeur portugais qui évolue au poste de  milieu central au GD Chaves.

## Biographie

### En club
Natif de Funchal au Portugal, Pedro Pelágio est formé par le CS Marítimo, club basé dans sa ville natale. Il joue son premier match en professionnel le 29 décembre 2018, lors d'une rencontre de coupe de la Ligue portugaise face au GD Estoril-Praia, contre qui son équipe s'incline (0-1). Il joue son premier mach de Liga NOS le 5 janvier 2019 en entrant en jeu face au Portimonense SC lors de la saison 2018-2019. Son équipe s'impose sur le score de deux buts à un ce jour-là.
En décembre 2019 il fait partie du 11 des plus jeunes joueurs à évoluer en première division portugaise lors de la saison 2019-2020. Le 6 août 2020 il prolonge son contrat avec son club formateur jusqu'en 2025.
Le En 30 novembre 2020 il débute pour la première fois un match avec Marítimo en arborant le brassard de capitaine, lors d'une rencontre de championnat face au Benfica Lisbonne. Son équipe s'incline par deux buts à un ce jour-là.
Le 5 août 2022, Pedro Pelágio est prêté au Paphos FC pour la durée d'une saison.

### En sélection
Pedro Pelágio est notamment sélectionné avec l'équipe du Portugal des moins de 20 ans en 2019.